# Jontes
Jontes je priimek v Sloveniji, ki ga je po podatkih Statističnega urada Republike Slovenije na dan 1. januarja 2010 uporabljalo 23 oseb.

## Znani nosilci priimka
- Angela Gelč Jontes (1906 - 1973), pisateljica
- Breda Jontes (*1949), slikarka, predavateljica PA
- Dejan Jontes, komunikolog, FDV
- Katja Jontes, odbojkarica

## Glet tudi
- priimek Jontez
- priimek Jonke
- priimek Jones
- Juntez